# Вовк Роман Андрійович
Роман Андрійович Вовк (13 травня 1947, Львів) — український музикант і педагог — кларнетист. Кандидат мистецтвознавства (2004), доцент (2005), завідувач кафедри духових і ударних інструментів Національної музичної академії України ім. П. І. Чайковського (2005—2006 рр.). Із вересня 2006 р. — завідувач кафедри дерев'яних духових інструментів НМАУ. Заслужений діяч мистецтв України (2013), професор(2015), Член Вченої Ради  НМАУ.

## Життєпис
1958—1965 — учень ЛССМШ ім. С. Крушельницької (клас кларнета К. Маргевки).
Закінчив Київську консерваторію — (1971; клас доц. С. Ригіна).
1966—1977 — викладач кларнета дитячих музичних шкіл у м. Києві,
1977–84 — викладач спеціалізованої музичної школи ім. М. Лисенка (Київ),
1984–85  та від 1996 р. і дотепер — викладач музичного училища імені Р. Глієра (нині КМАМ ім. Р. Глієра);
Від 1985 викладає в Київській консерваторії (нині Національна музична академія України).
Водночас від 1968 р. — артист сценічного оркестру Національної опери України, від 1973 до 2009 рр.— артист симфонічного оркестру Національної опери України (Київ).
У 1990 році організував Квартет кларнетистів «Optimum» (Володар Гран-прі 30-го міжнародного конкурсу в м. Бидгощ, Польща — 2007 рік, у складі Авраменка Олександра, Ганапольського Олександра, Мельникова Антона, Мітрохова Андрія — лауреатів всеукраїнських і міжнародних конкурсів ). За роки педагогічної діяльності вихованці Р. Вовка здобули біля 200 нагород на конкурсах і фестивалях. Серед них: Д. Васильєв — І премія всеукраїнського конкурсу (Рівне, 1990 р.); В. Альфавіцький — І премія міжн. конкурсу «Selmer-Paris в Україні» (Київ, 1999 р.); О. Авраменко — І премія міжн. конкурсу "Мистецтво ХХІ ст. (Ворзель, 2002 р.); О. Ганапольський — І премія міжн. конкурсу "Мистецтво ХХІ ст. (Ворзель, 2003 р.), І — премія «Ямахи» (Київ, 2005 р.); А. Опанащук — І премія міжн. конкурсу ім. В. Антонова (Київ-2013 р.); Д. Фонарюк — Гран-прі, А. Паляруш — І премія міжн. конкурсу ім. В. Антоніва та М. Закопця (Львів-2018 р.);.О. Шебета-Драган — Гран-прі всеукраїнського конкурсу «Сурми Буковини» (Чернівці-2015 р.), Гран-прі дистанційного міжн. конкурсу «Silvershtein» (Нью-Йорк-2019 р.), І — міжн. фестиваль «Харківські асамблеї» + І премія 4-ри турового міжн. конкурсу Нільсена (Данія 2022 р.).
Голова та член  журі  багатьох всеукраїнських та міжнародних конкурсів: Міжн. конкурс ім. Дм. Біди (Львів); Міжнародний фестиваль «Сонячні кларнети» (Житомир); Інтернаціональний конкурс пам'яті  Спозіто (Київ); Міжн. конкурс ім. В. Антонова (Київ); Всеукраїнський конкурс ім. М.  Тимохи (Київ); Міжн. конкурс  ім. В. Антоніва та М. Закопця (Львів); Міжн. конкурс-фестиваль «Харківські асамблеї»; Міжн. конкурс «Сурми Буковини» (Чернівці); Всеукраїнський конкурс ім. В. Старченка (Рівне) та Член журі конкурсів у симфонічний оркестр Національної опери України (жовтень 2018 р.) і Президентський оркестр України.
Автор проекту, організатор і Голова журі Всеукраїнського конкурсу «Пам'яті В. Апатського» Київ (2019, 2021, 2023 рр.).
Регулярно проводить Майстер-класи в Україні та за кордоном -  Concervatorio superior de muzika de Vigo  (Іспанія, березень 2020 р.).
Голова ДЕК відділу духових та ударних інструментів КССМШ ім. М. Лисенка, кафедр духових і ударних інструментів ЛНМА ім. М. Лисенка (Львів, 2011-12 рр.) і Білоруської музичної академії (Мінськ, 2015 р.).
Член редколегії наукового видання «Історія становлення та перспективи розвитку духової музики» Рівненського державного гуманітарного  університету.
Щорічний учасник науково-практичних конференцій «Історія становлення та перспективи розвитку духової музики в контексті національної культури України та зарубіжжя» (Рівне). Пропагує українське духове мистецтво шляхом проведення семінарів та майстер-класів із провідними вітчизняними та іноземними професорами-духовиками: В. Апатський, В. Цайтц, В. Алтухов, Г. Абаджан, З. Буркацький, Ю. Корчинський, А. Карпяк (Україна); В. Скороходов; Гі Данген, Ф. Купер, П. Мессіна (Франція); Д. Петерссон (Німеччина); І. Мозговенко, І. Оленчик; Марк ван де Віль, (Велика Британія); А. Віейра та М. Перейра (Португалія); К. Волак (Канада); Естебан Вальєверде (Іспанія) та ін.
Пропагує творчість сучасних українських композиторів шляхом організації концертів із творів композиторів: Л. Колодуба, І. Ляшенка, Є. Станюковича, В. Рунчака, І. Тараненка та ін.
Переклав для кларнета і ф-но та квартета кларнетистів твори Й. Баха, Е. Гріга, Ж. Масне, Л. Лємана, М. Скорика. Має сольні фондові записи на українському радіо, CD та DVD.
Брав участь у численних мистецьких проектах з диригентами: В. Тольбою, К. Симеоновим, С. Турчаком, М. Ростроповичем, В. Кожухарем, В. Гнєдашем, І. Блажковим, О. Рябовим, І. Гамкалом, М. Дядюрою, А. Власенком, В. Сіренком, К. Карабицем, Г. Макаренком, О. Барвінським,  В. Шейком та ін.
Відзначений орденом «Подякою» (2006 р. № 61607) за плідну педагогічну діяльність, вагомий особистий внесок у розвиток культури та високий професіоналізм.   Нагороджений: мером м. Києва   іменним годинником (2006 р.), Почесною відзнакою Міністра культури і туризму України «За досягнення в розвитку культури і мистецтв» (2007 р.), Почесною грамотою міністра культури «За вагомий внесок у створенні духовних цінностей та високу професійну майстерність» (2008 р.), Почесною відзнакою НМАУ «Орден за видатні досягнення у музичному мистецтві» (2008 р.), Багаторазовий учасник гастрольних турне із трупою Національної опери України в  десятках країн світу.
Композитори Є. Станкович («Весняна рапсодія» для кларнета і ф-но, 2021 р.) і В. Рунчак («CONCERTO PICCOLO No.2 або про те, як козаки музикувати вміють» для кларнета і ф-но, 2022 р.) присвятили Р. Вовку свої твори.

## Основні наукові праці
1. Портрети корифеїв: до 100-річчя від дня заснування Національної музичної академії України імені П. І. Чайковського / Роман Вовк. — Ніжин: Лисенко М. М., 2013. — 225 ; іл.(Науково-популярне видання).
2. Співавтор підручників: «Інструментознавство» та «Методика роботи з  оркестром».
3. Написав і опублікував 53 наукові та методичні статті у наукових та періодичних виданнях.